# Tour de barrage des éliminatoires de la Coupe d'Asie des nations de football 2023
Cet article donne les résultats du tour de barrage des éliminatoires de la Coupe d'Asie des nations de football 2023.

## Format
Les 3 meilleurs cinquièmes se qualifient pour le troisième tour de qualification de la Coupe d'Asie et les 4 moins bons cinquièmes pour un barrage de qualification.
Au deuxième tour, les quatre moins bons pays classés 5e au deuxième tour des éliminatoires de la zone Asie de la Coupe du monde de football 2022 s'affrontent deux par deux en match aller-retour. Les deux vainqueurs accèdent au troisième tour. Les matchs se déroulent en octobre 2021.

### Classement des 5èmes
| Rang | Équipe                | Pts | J | G | N | P | Bp | Bc | Diff |
| ---- | --------------------- | --- | - | - | - | - | -- | -- | ---- |
| 1    | Birmanie (Gr F)       | 6   | 8 | 2 | 0 | 6 | 6  | 35 | -29  |
| 2    | Yémen (Gr D)          | 5   | 8 | 1 | 2 | 5 | 6  | 18 | -12  |
| 3    | Bangladesh (Gr E)     | 2   | 8 | 0 | 2 | 6 | 3  | 19 | -16  |
| 4    | Indonésie (Gr G)      | 1   | 8 | 0 | 1 | 7 | 5  | 27 | -22  |
| 5    | Cambodge (Gr C)       | 1   | 8 | 0 | 1 | 7 | 2  | 44 | -42  |
| 6    | Taipei chinois (Gr B) | 0   | 8 | 0 | 0 | 8 | 4  | 34 | -30  |
| 7    | Guam (Gr A)           | 0   | 8 | 0 | 0 | 8 | 2  | 32 | -30  |

## Matchs
| Équipe    | Aller | Total | Retour | Équipe         |
| --------- | ----- | ----- | ------ | -------------- |
| Guam      | 0 - 1 | 1 - 3 | 1 - 2  | Cambodge       |
| Indonésie | 2 - 1 | 5 - 1 | 3 - 0  | Taipei chinois |

## Résultats
| 9 octobre 2021 | Guam        | 0 - 1   | Cambodge      | Stade Khalifa Sports City, Madinat 'Isa       |                                               |
| 19h30 (16h30)  |             | (0 - 1) | 26e Vathanaka | Spectateurs : 0 Arbitrage : Hussein Abo Yehia | Spectateurs : 0 Arbitrage : Hussein Abo Yehia |
| 19h30 (16h30)  | Nicklaw 43e | Rapport | 77e Polroth   | Spectateurs : 0 Arbitrage : Hussein Abo Yehia | Spectateurs : 0 Arbitrage : Hussein Abo Yehia |

| 12 octobre 2021 | Cambodge                  | 2 - 1   | Guam                               | Stade Khalifa Sports City, Madinat 'Isa   |                                           |
| 18h00 (15h00)   | Suhana 51e · Sokpheng 55e | (0 - 1) | 36e Mendiola                       | Spectateurs : 0 Arbitrage : Ismaeel Habib | Spectateurs : 0 Arbitrage : Ismaeel Habib |
| 18h00 (15h00)   | Pisoth 64e                | Rapport | 30e Romero · 61e Lee · 85e Nicklaw | Spectateurs : 0 Arbitrage : Ismaeel Habib | Spectateurs : 0 Arbitrage : Ismaeel Habib |

| 7 octobre 2021 | Indonésie                                    | 2 - 1   | Taipei chinois               | Stade Buriram, Buriram                    |                                           |
| 14h00 (21h00)  | Rumakiek 16e · Dimas 48e                     | (1 - 0) | 90e Hsu                      | Spectateurs : 0 Arbitrage : Payam Heydari | Spectateurs : 0 Arbitrage : Payam Heydari |
| 14h00 (21h00)  | Kambuaya 58e · Abimanyu 75e · Mangkualam 88e | Rapport | 25e Wu · 41e Lee · 64e Cheng | Spectateurs : 0 Arbitrage : Payam Heydari | Spectateurs : 0 Arbitrage : Payam Heydari |

| 11 octobre 2021 | Taipei chinois | 0 - 3   | Indonésie                                 | Stade Buriram, Buriram                      |                                             |
| 15h00 (22h00)   |                | (0 - 1) | 26e Vikri · 55e Kambuaya · 90+3e Sulaeman | Spectateurs : 0 Arbitrage : Mohammad Arafah | Spectateurs : 0 Arbitrage : Mohammad Arafah |
| 15h00 (22h00)   | Liang 70e      | Rapport | 90e Utomo                                 | Spectateurs : 0 Arbitrage : Mohammad Arafah | Spectateurs : 0 Arbitrage : Mohammad Arafah |